# David Perkins
David Philip Perkins, né le 21 juin 1982 à Heysham, est un footballeur anglais qui joue en faveur de Tranmere Rovers au poste de milieu de terrain.

## Biographie
Il dispute 91 matchs en Football League Championship (D2) avec Barnsley, puis 65 matchs dans cette même division avec Blackpool.
Le 20 juin 2015, il rejoint le club de Wigan. Avec cette équipe, il est sacré champion d'Angleterre de Football League One (troisième division anglaise) en 2016.
Le 1er juillet 2018, il rejoint Rochdale AFC.
Le 5 janvier 2019, il rejoint Tranmere Rovers.

## Palmarès
- Champion d'Angleterre de D3 en 2016 et 2018 avec Wigan